# Ella Zeller-Constantinescu

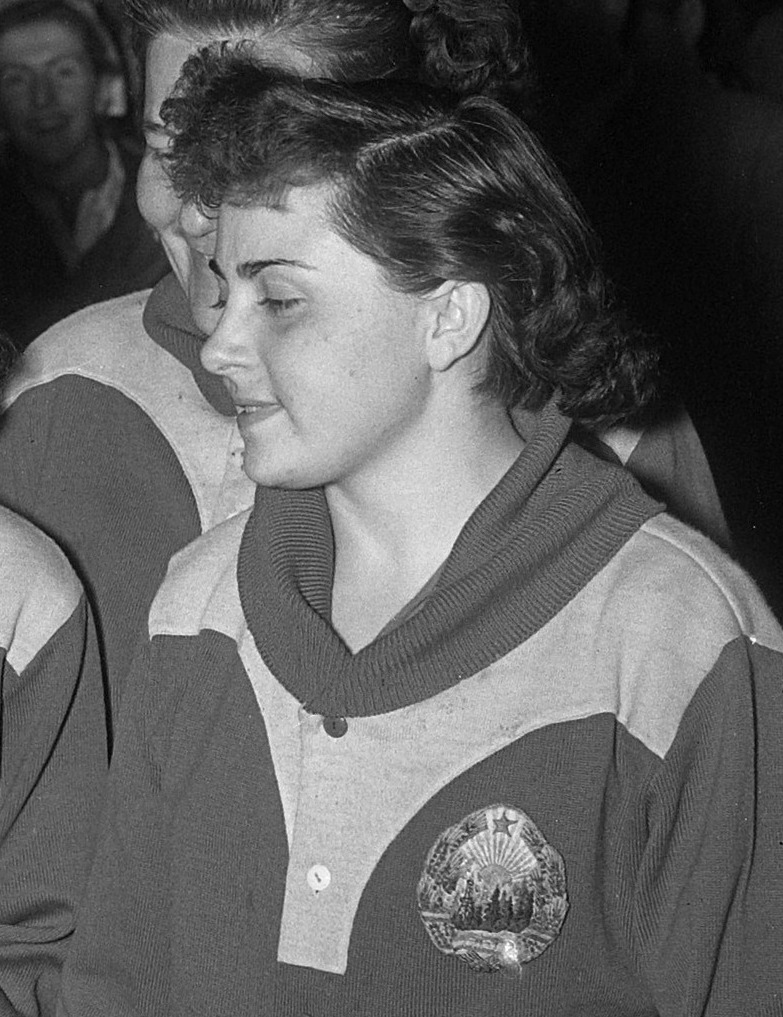
Ella Zeller, 1955

Ella Zeller-Constantinescu (* 26. November 1933 in Moldova Nouă; † vor oder am 9. März 2025 in Hanau) war eine  rumänische Tischtennisspielerin und -funktionärin. Sie war fünffache Weltmeisterin.

## Aktive
Ella Constantinescu war die Tochter deutschstämmiger Eltern. In den 1950er Jahren gehörte sie zu den besten Spielerinnen Rumäniens. Bei den nationalen Meisterschaften siegte sie von 1957 bis 1961 fünfmal in Folge im Einzel. Im Doppel holte sie elf Titel, nämlich von 1953 bis 1956 und 1958 mit Angelica Adelstein-Rozeanu, 1959 bis 1961 mit M. Tompa und 1963 bis 1965 mit Maria Alexandru. Siebenmal siegte sie im Mixed, 1952 mit Farkas Paneth, 1956 mit Toma Reiter, 1957 und 1958 mit Matei Gantner, 1959 und 1961 mit Otto Bottner sowie 1963 mit Dorin Giurgiucă.
Zwischen 1952 und 1967 spielte sie international für Rumänien. Ihre erste Goldmedaille gewann sie bei der Weltmeisterschaft 1953 mit der rumänischen Mannschaft. 1955 wurde sie erneut Weltmeisterin mit dem Team sowie im Doppel zusammen mit Angelica Adelstein-Rozeanu. Diesen Titel verteidigte das Doppel bei der WM 1956. Zudem gewann sie zum dritten Mal Gold im Teamwettbewerb. Hinzu kommen drei Silbermedaillen mit der Mannschaft 1952, 1957 und 1963 sowie fünf Bronzemedaillen: 1956, 1957 und 1963 im Einzel, 1956 im Mixed mit Toma Reiter sowie 1957 im Doppel mit Maria Golopenta. 
1958 gewann sie die Europameisterschaft im Doppel mit Angelica Adelstein-Rozeanu. Dazu kommen noch zwei Silbermedaillen, 1958 mit der Mannschaft und 1964 im Doppel mit Maria Alexandru.

## Funktionärin
Nach dem Ende ihrer aktiven Laufbahn 1967 arbeitete Ella Zeller-Constantinescu 22 Jahre lang für den rumänischen Tischtennisverband als Technischer Direktor und als Trainerin der Damen-Nationalmannschaft. 1988 übernahm sie das Amt des Vizepräsidenten beim Europäischen Verband ETTU. Dies musste sie 1992 abgeben, weil mit Hans Wilhelm Gäb ein Deutscher Präsident wurde und der Vizepräsident gemäß ETTU-Satzung nicht aus demselben Land kommen darf.
1989 übersiedelte sie nach Deutschland, nach Hanau. Hier wirkte sie bis 1993 im DTTB-Generalsekretariat mit. Sie war Referentin für Frauensport und internationale Beziehungen sowie Leiterin der Damen-Bundesliga.

## Ehrungen
Ella Zeller-Constantinescu war seit 1992 Ehrenmitglied der ETTU. 1995 wurde sie in die ITTF Hall of Fame aufgenommen. 2015 wurde sie in die ETTU Hall of Fame aufgenommen und gehörte damit zu den ersten Mitgliedern dieser Ruhmeshalle.

## Privat
Ella Zeller heiratete Dan Constantinescu. Da dessen Familie eine von der Norm abweichende politische Einstellung vertrat, fiel Ella Zeller-Constantinescu mehrere Jahre lang in Ungnade.

## Turnierergebnisse
| Verband | Veranstaltung        | Jahr | Ort       | Land | Einzel        | Doppel        | Mixed         | Team |
| ------- | -------------------- | ---- | --------- | ---- | ------------- | ------------- | ------------- | ---- |
| ROU     | Balkan Meisterschaft | 1965 | Sofia     | BUL  | Silber        | Gold          |               | 1    |
| ROU     | Balkan Meisterschaft | 1964 | Athen     | GRE  | Halbfinale    | Gold          | Gold          | 1    |
| ROU     | Balkan Meisterschaft | 1963 | Athen     | GRE  | Silber        | Gold          |               | 1    |
| ROU     | Europameisterschaft  | 1964 | Malmö     | SWE  | Viertelfinale | Silber        |               |      |
| ROU     | Europameisterschaft  | 1958 | Budapest  | HUN  | Viertelfinale | Gold          | Viertelfinale | 2    |
| ROU     | Weltmeisterschaft    | 1965 | Ljubljana | YUG  | letzte 32     | Viertelfinale | letzte 16     | 4    |
| ROU     | Weltmeisterschaft    | 1963 | Prag      | TCH  | Halbfinale    | letzte 16     | letzte 32     | 2    |
| ROU     | Weltmeisterschaft    | 1957 | Stockholm | SWE  | Halbfinale    | Halbfinale    | letzte 16     | 2    |
| ROU     | Weltmeisterschaft    | 1956 | Tokio     | JPN  | Halbfinale    | Gold          | Halbfinale    | 1    |
| ROU     | Weltmeisterschaft    | 1955 | Utrecht   | NED  | letzte 16     | Gold          | letzte 64     | 1    |
| ROU     | Weltmeisterschaft    | 1954 | Wembley   | ENG  | letzte 64     | letzte 16     | letzte 16     | 4    |
| ROU     | Weltmeisterschaft    | 1953 | Bukarest  | ROU  | Viertelfinale | letzte 16     | letzte 32     | 1    |
| ROU     | Weltmeisterschaft    | 1952 | Bombay    | IND  | letzte 64     | Viertelfinale | letzte 32     | 2    |